# Mechagodzilla
MechaGodzilla (メカゴジラ?, Mekagojira) è il nome di un mecha/cyborg che appare in diversi film della serie su Godzilla. Il suo debutto cinematografico avvenne nel 1974 nella pellicola, Godzilla contro i robot, nel ruolo di un nemico extraterrestre di Godzilla. Nei film seguenti, il personaggio fu rivisto quale arma di origine terrestre creata per difendere il Giappone, sempre da Godzilla. In tutte le sue incarnazioni, MechaGodzilla viene raffigurato come un doppelgänger robotico e arcinemico di Godzilla, provvisto di un vasto arsenale di armi.
Il personaggio è fra i più popolari della serie di Godzilla. The Times gli assegnò il 15º posto nella lista dei 50 miglior robot del cinema, WatchMojo lo pose al 2º posto della lista dei 10 miglior nemici di Godzilla, mentre la rivista Complex gli assegnò il 6º posto tra i 15 kaijū più efferati. IGN gli assegnò il 4º posto nella sua lista dei 10 miglior mostri del cinema giapponese.

## Storia cinematografica
(Kuronuma)
Questo mecha/cyborg venne ideato nel 1974 come un nemico più forte dei suoi predecessori, Gigan e Megalon, i cui film furono considerati alla stregua di "disastri creativi". Secondo il produttore cinematografico giapponese, Tomoyuki Tanaka, Mechagodzilla fu ispirato, sia da Mechani-Kong, un Kong-robot del precedente film della Toho, King Kong - Il gigante della foresta, che si rifaceva all'animazione del genere mecha, in quanto a quei tempi godeva di grande popolarità, come nel caso di Mazinga Z. La decisione fu facilitata dal direttore degli effetti speciali Teruyoshi Nakano, che sostenne che un mostro meccanico sarebbe stato più economico da creare rispetto agli animali mutanti dei film precedenti. Con il successo di Godzilla contro i robot, il personaggio riapparse nel 1975, nel film, Distruggete Kong! La Terra è in pericolo!. La sceneggiatura venne ispirata da uno scritto realizzato dalla scrittrice, Yukiko Takayama, risultata vincitrice ad un concorso di story-writing. La sceneggiatura confermava il tono cupo e deprimente inaugurato dal film precedente grazie all'aggiunta di una trama secondaria in cui il robot viene collegato ciberneticamente a una ragazza. Il design di Mechagodzilla fu mantenuto più o meno identico, ma fu reso più snello ed angolare, inoltre vennero aggiunte sfumature più scure ed una insegna sulle braccia sulle quali era scritto "MG2". L'abbozzo originale del film avrebbe mostrato la distruzione totale di Tokyo da parte del robot, ma il livello di carneficina fu ridotto a causa del budget proibitivo.
Mechagodzilla fu resuscitato nel 1993 nel film, Gojira VS Mekagojira, grazie al successo di Godzilla contro Mothra e la popolarità della gigantesca falena che incoraggiarono la Toho a reintrodurre personaggi già familiari al pubblico invece di inventarne di nuovi. Il nuovo Mechagodzilla inizialmente venne chiamato, "Berserk", e concepito come una creatura organica che si sarebbe ribellata ai suoi creatori, dopo essere stata infettata da un virus informatico che l'avrebbe resa autoconsapevole. Berserk avrebbe avuto la capacità di assorbire elementi meccanici, fino al punto di rigenerarsi in una massa di cavi e metallo, ma questo particolare narrativo venne scartato durante la fase di pre-produzione. Dal momento che Mechagodzilla doveva essere raffigurato come un'arma militare, esclusivamente di origini terrestri, fu ridisegnato con un fisico più liscio e aerodinamico. Venne interpretato dall'attore Wataru Fukuda, che indossò un costume che consisteva di vari elementi separati come un'armatura a piastre. Il direttore degli effetti speciali Koichi Kawakita inizialmente voleva dare al mostro la capacità di separarsi in due unità; una aerea, ed una terrestre, ma l'idea fu scartata e rimpiazzata con la nave da guerra volante Garuda. Il film fu inserito nel programma infantile, Adventure Godzilla-land, dove venne mostrato Mechagodzilla e Godzilla nei panni di due anchorman rivali nell'atto di recitare un reportage sugli eventi del film. Akira Ifukube compose un tema musicale per il personaggio, simile ad una lenta marcia militare con forti percussioni forte, basata su una scala pentatonica.
La sua successiva apparizione avvenne nel 2002 in Gojira × Mekagojira. La decisione di incorporarlo nella serie Millennium fu presa dal produttore Shōgo Tomiyama, che fornì l'abbozzo di una possibile trama al regista Masaaki Tezuka. Tezuka incaricò il suo staff di eseguire delle ricerche sulla cibernetica e l'ingegneria genetica per rendere il personaggio scientificamente plausibile. Inizialmente, Tezuka voleva che Mechagodzilla fosse molto più agile di quanto si osserva nella versione finale del film; immaginava infatti che il personaggio diventasse gradualmente più rapido con la progressiva perdita di equipaggiamento strappata via da Godzilla. Questa versione era incapace di volare da sola, per cui fu deliberatamente raffigurata aerotrasportata, in quanto, secondo Tezuka era illogico per un robot così grande sprecare energia in quel modo. Quando fu chiesto perché non scelse di colorare Mechagodzilla nello stile del camuffamento militare, Tezuka rispose "Mechagodzilla non ha bisogno di nascondersi". Tezuka aveva progettato di far morire, alla fine del film, sia Godzilla che Mechagodzilla, ma fu costretto a cambiare idea sotto le pressioni dei manager della Toho, che sentivano che ciò sarebbe stato un finale troppo cupo e deprimente per un film che avrebbe dovuto essere proiettato per capodanno.
Nel sequel del 2003, Gojira × Mothra × Mekagojira - Tōkyō SOS, l'artista Shinichi Wakasa ridisegnò il personaggio in modo che apparisse più consumato del suo predecessore. Furono effettuati diversi "maquillage", alla testa, al torace e alle braccia, allo scopo di rendere il design meno eroico e più meccanico. Il suo jet-pack fu rimpicciolito e rivolto in giù, mentre la testa venne rimpicciolita. Siccome i cannoni montati sulle spalle erano considerati poco sofisticati a causa della loro forma rettangolare, il direttore degli effetti speciali Eiichi Asada li rese più pentagonali, mentre i fucili situati sulle braccia furono ingranditi.

### Shōwa (1974-1975)
In Godzilla contro i robot, Mechagodzilla viene creato da un gruppo di alieni dalle fattezze scimmiesche, noti come Simians, che intendevano conquistare la Terra prima che il loro pianeta venisse risucchiato da un buco nero. Mechagodzilla si reca a Okinawa camuffato da Godzilla scontrandosi con Angilas, ferendolo gravemente. Godzilla fa la sua apparizione e smaschera Mechagodzilla, costringendolo a rivelare la sua vera forma robotica. Lo scontro iniziale finisce in pareggio, ma il robot viene finalmente sconfitto dagli sforzi congiunti di Godzilla e re Sisar.
Nel film, Distruggete Kong! La Terra è in pericolo!, Mechagodzilla viene ricostruito dagli Simians con l'aiuto dello scienziato pazzo Shinzo Mafune. Il robot venne modificato con cellule cerebrali umane, e i suoi circuiti di controllo integrati nel corpo in Katsura Mafune, figlia dello scienziato. Mechagodzilla si allea con il dinosauro marino Titano Kong, controllato da Shinzo. Benché il secondo Mechagodzilla si dimostri immune alla decapitazione (la tattica usata da Godzilla nel loro ultimo scontro), il robot viene disattivato quando Katsura si suicida, permettendo a Godzilla di usare il suo raggio atomico per distruggerlo definitivamente.

### Heisei (1993)
Nella pellicola, Gojira VS Mekagojira, Mechagodzilla viene costruito dall'Onu usando la tecnologia futuristica estratta dai resti dal kaijū, Mecha-King Ghidorah. Mechagodzilla riesce a sopraffare Godzilla a Kyoto, ma rimane gravemente danneggiato nello scontro. Viene poi riparato e fuso con la nave da guerra volante Garuda, acquisendo una maggiore capacitá di manovra. Successivamente si scontra con Rodan e Godzilla. Il robot ferisce mortalmente il primo e paralizza il secondo, danneggiando il suo cervello secondario, responsabile del movimento. Rodan morente sacrifica la sua energia a Godzilla il quale, rinvigorito e furioso, sconfigge l'avversario con un raggio spirale atomico. In Gojira tai SupēsuGojira, viene rivelato che i resti di Mechagodzilla furono recuperati ed utilizzati per creare l'automa M.O.G.U.E.R.A..

### Millennium (2002-2003)
L'incarnazione Millennium, Kiryu (機龍?, Kiryū) (drago meccanico (機械龍?, Kikai ryu)) appare in due film: Gojira × Mekagojira e Gojira × Mothra × Mekagojira - Tōkyō SOS. Nel primo, dopo l'avvistamento di un secondo Godzilla nel 1999, l'esercito Giapponese crea un Mechagodzilla utilizzando lo scheletro del primo Godzilla deceduto nel 1954. Durante la sua prima battaglia con Godzilla, le memorie genetiche di Kiryu vengono svegliate, iniziando a devastare Tokyo, fino a che non esaurisce l'energia. Durante la sua seconda lotta contro il re dei mostri, Kiryu costringe Godzilla a ritirarsi dopo averlo colpito col suo "Absolute Zero Cannon".
In Gojira × Mothra × Mekagojira - Tōkyō SOS, le fate Shobijin avvertono il governo Giapponese che Mothra si offre come guardiana del Giappone al posto di Kiryu e ne chiede lo smantellamento, perché considera l'esistenza del cyborg un abominio. L'offerta viene rifiutata, dato che Kiryu fu in parte creato per difendere il Giappone da un eventuale attacco da parte di Mothra. Quando Godzilla riappare, Kiryu e Mothra uniscono le loro forze contro l'avversario. Mothra rimane uccisa nello scontro, ma Kiryu riesce a uscire comunque vincitore, grazie all'aiuto delle larve di Mothra, le quali, appena si erano schiuse, intrappolano Godzilla in una crisalide che il cyborg trasporta nell'oceano.

### Ready Player One
Nel film Ready Player One (2017) Mechagodzilla compare come antagonista terziario. Verrà usato dall'avatar di Nolan Sorrento per impedire a "Gli altissimi 5" di prendere la Chiave di Cristallo. Combatterà contro il Gigante di Ferro, danneggiandolo gravemente, e contro Gundam, che verrà polverizzato dal suo raggio atomico, per poi combattere nuovamente contro il Gigante di Ferro, che lo distrugge lanciandogli una granata in un occhio.

### Monsterverse (2021)
Nel film Godzilla vs. Kong, Mechagodzilla è la creazione di Apex Cybernetics, una compagnia di tecnologia col compito di risolvere il "problema dei Titani". Pilotato telepaticamente grazie all'utilizzo del sistema neurale ricavato dalla carcassa di King Ghidorah, il mecha è inizialmente incapace di lottare per periodi prolungati a causa dell'enorme quantità d'energia richiesta per attivarlo. Una volta ottenuto una fonte energetica dalla Terra cava, la coscienza di King Ghidorah ha il sopravvento sul pilota, e tenta di uccidere Godzilla a Hong Kong, successivamente venendo battuto quando quest'ultimo si allea con Kong.

## Armamentario
Il primo Mechagodzilla è costruito in titanio spaziale, ed è in grado di lanciare missili, sia dalle dita, che dalle ginocchia, e raggi laser oculari e toracici. La sua testa può girarsi a 360°, permettendogli di formare uno scudo deflettore capace di fulminare gli aggressori. Il modello potenziato che si può osservare nel film, Distruggete Kong! La Terra è in pericolo! è fornito di missili girevoli e non è più vulnerabile alla decapitazione dal momento che il suo computer principale si trova presso una fonte energetica esterna.
Il Super Mechagodzilla è fornito di un reattore nucleare alimentato dal deuterio e dall'elio-3 solido. Il suo corpo è ricoperto da una armatura di diamante sintetico (col nome in codice "T-1"), che permette al robot di riflettere il raggio atomico di Godzilla e assorbirne l'energia, così da potenziare il suo "Plasma Grenade", un raggio che spara dall'addome. Ulteriori armamenti includono raggi oculari e orali e rampini folgoranti. Super Mechagodzilla, frutto della fusione tra il robot e la nave da guerra volante Garuda, acquista la capacità di planare ed è munito di due ulteriori cannoni laser.
Kiryu è pilotato remotamente da un aereo di controllo e può essere ricaricato a distanza attraverso le microonde. I suoi armamenti includono un cannone maser orale, fucili laser bracciali, un Jet pack fornito di lanciarazzi. La sua arma più micidiale ed energeticamente costosa è il suo "Absolute Zero Cannon", un raggio capace di surgelare e disintegrare i nemici. In Gojira × Mothra × Mekagojira - Tōkyō SOS, questa arma viene rimpiazzata con il "Triple Hyper Maser Cannon".

## Filmografia
- Godzilla contro i robot
- Distruggete Kong! La Terra è in pericolo!
- Gojira VS Mekagojira
- Gojira × Mekagojira
- Gojira × Mosura × Mekagojira - Tōkyō SOS
- Ready Player One
- Godzilla - Il pianeta dei mostri
- Godzilla - Minaccia sulla città
- Godzilla vs. Kong